# Sint-Petruskerk (Loker)

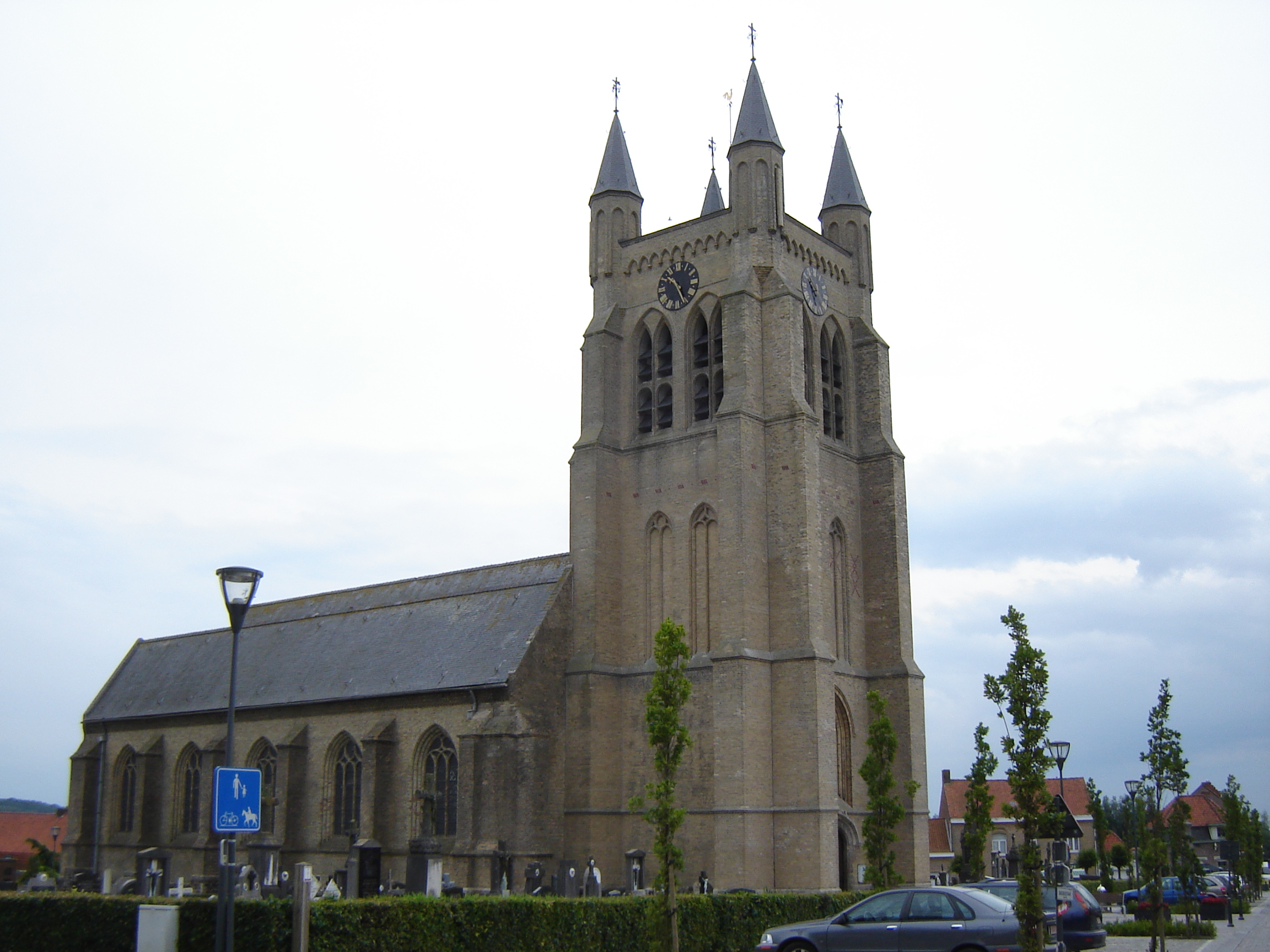
Sint-Petruskerk

De Sint-Petruskerk is de parochiekerk van de tot de West-Vlaamse gemeente Heuvelland behorende plaats Loker, gelegen aan de Dikkebusstraat 133. Rond de kerk ligt het Kerkhof van Loker.

## Geschiedenis
De 15e-eeuwse laatgotische hallenkerk brandde af in 1794 en werd herbouwd. In 1917-1918 werd de kerk echter verwoest. Onder architectuur van Alexis Dumont werd de kerk in 1922 herbouwd in vrijwel dezelfde stijl als het eerder verwoeste kerkgebouw.

## Gebouw
Het betreft een neogotische, driebeukige hallenkerk, uitgevoerd in gele baksteen, met voorgebouwde westtoren. Het hoofdkoor heeft een vijfzijdige sluiting en de zijkoren zijn vlak afgesloten.
De toren heeft vier geledingen en op de trans bevinden zich vier hoektorentjes. Een spits ontbreekt. Met de baksteen zijn metselaarstekens en soortgelijke motieven uitgebeeld.

## Interieur
De kerk bezit een aantal schilderijen zoals een Aanbidding der Wijzen (1e kwart 17e eeuw) door Frans Francken jr.; Het laatste avondmaal van 1560, Ieperse school; Aanbidding der Herders (1e helft 17e eeuw); Boetedeling (1635-1640), Antwerpse school.
Het kerkmeubilair is voornamelijk neogotisch.